# Verdet de ventre taronja occidental
	El verdet de ventre taronja occidental (Chloropsis hardwickii) és un ocell de la família dels cloropseids (Chloropseidae).

## Hàbitat i distribució
Habita el bosc obert i matolls dels turons del nord-oest de l'Índia, Myanmar, nord-oest de Tailàndia, nord de Laos i Malaca.